# Sośniak (dopływ Czerwonki)
Sośniak (niem. Seifen) – potok, prawy dopływ Czerwonki o długości 4,06 km.
Potok płynie w Sudetach Zachodnich, w Karkonoszach i Kotlinie Jeleniogórskiej. Jego źródła znajdują się na w pobliżu Raszkowa przysiółka wsi Sosnówka pomiędzy Skibą a Czołem, na wysokości 699 m n.p.m. Płynie na północ przez Pogórze Karkonoskie, w Sosnówce wypływa na obszar Kotliny Jeleniogórskiej gdzie uchodzi do Czerwonki, wpływając do sztucznego zbiornika Sosnówka.
Płynie po granicie i jego zwietrzelinie, a na obszarze Kotliny Jeleniogórskiej po osadach czwartorzędowych. Obszar górnej zlewni Sośniaka w obrębie Karkonoszy porośnięty jest lasami dolnoreglowymi. Na obszarze Kotliny Jeleniogórskiej płynie przez łąki, pola i obszary zabudowane.
Potok w górnym biegu przecina żółty szlak turystyczny prowadzący z Sosnówki do Dobrego Źródła i dalej do Karpacza.